# Valientes
Valientes é uma telenovela argentina produzida pela Pol-ka Producciones e exibida pelo Canal 13 entre 9 de fevereiro de 2009 e 24 de fevereiro de 2010. 
Foi protagonizada por Luciano Castro, Gonzalo Heredia, Mariano Martínez, Julieta Díaz e Marcela Kloosterboer e antagonizada por Arnaldo André e Eleonora Wexler. 

## Sinopse
No prólogo da história, o proprietário Laureano Gómez Acuña, o homem mais poderoso do povo de uma Província de Buenos Aires, rouba a terra do camponês Roque Sosa. Este fica mergulhado na pobreza e morre algum tempo depois, e seus filhos Leonardo, Segundo e Enzo são separados e adotado por três famílias diferentes. 
O desdobramento da história começa quando Leo reúne seus irmãos para se vingar de Laureano. Para isso, o mais velho faz um "plano mestre", que começa na compra de uma garagem em frente a casa Gómez Acuña, escondendo suas identidades e fazendo-se passar pelos irmãos Morales e apaixonar a uma das filhas de ser inimigo, Juana. Tudo isso apesar de estar reunido com que tinha sido sua namorada na infância, Alma a florista no bairro, que ignora ser o resultado de um relacionamento furtivo entre sua mãe, Argentina e Don Laureano. Leo, Alma e Juana e começar a principal triângulo amoroso Courageous.

## Elenco
- Luciano Castro - Leonardo Sosa/Morales.
- Julieta Díaz - Alma Varela / Alma Gómez Acuña Varela.
- Mariano Martínez - Segundo Sosa/Morales.
- Eleonora Wexler - Juana Gómez Acuña.
- Marcela Kloosterboer - Isabel Gómez Acuña.
- Gonzalo Heredia - Enzo Sosa/Morales.
- Betiana Blum - Argentina Prospera Varela.
- Arnaldo André - Laureano Augusto Gómez Acuña.
- Eugenia Tobal - Andrea "Andy" Dambolena
- Marita Ballesteros - Mona Ortiz Baigorria.
- Guillermo Pfening - Benjamin Casares.
- Alejandro Muller - José "Huevo" Vélez.
- Graciela Tenembaum - Máxima.
- Jorge Sassi - Heriberto Marcelino Montefusco.
- Roberto Vallejos - Omar Gracia.
- Luciana González Costa - Yesica.
- Nicolás Pauls - Carlos.
- Oscar Alegre - Romualdo Rodríguez
- Ariel Staltari - Peste.
- Jorge Priano - Maurice.
- Marisol Romero - Mayu.
- Daniel Hendler - Miguel.
- Mora Recalde - Luciana.
- Ariel Prieto - Juan Cruz.
- Aldo Pastur - Horacio Sánchez Arondo.
- Susana Ortiz - Betty.
- María Dupláa  - Carla.
- Tony Lestingi - Ernesto Díaz Brunnetti.
- Patricia Castell - Angélica Corrales Faustino de Montefusco.
- Nya Quesada - Josefa Varela.
- Marco Antonio Caponi - Fede.
- Virginia Kaufmann - Sonia Vélez- (Hermana de Huevo).
- Chema Tena Berenguer - Guillermo Aguirre.
- Atilio Pozzobon - Cura.
- Inés Palombo - Florencia.
- Alejo García Pintos - Diego.
- Manuel Vicente - Celestino Leiva.
- Edgardo Moreira - Inspector Galende.
- Facundo Espinosa - Nicolas Ortega/Lisandro Sosa.
- Daniel Kuzniecka - Patricio Sánchez Arondo.
- Thelma Biral - Elisa Sosa.
- Alejo Ortiz - Gabriel.
- Antonio Caride  - Augusto Iglesias.
- Fernando Caride - Tete Valdez.
- Claudio Rissi - Beto Palazzo.
- Antonio Grimau - Salvador Casanova.
- Héctor Calori - Gustavo Corti.
- Mario Moscoso - Jefe de Bomberos.
- Gloria Muzzanti - Josefa Varela (Jovem).
- Franco Di Placido - Laureano Gómez Acuña (Jovem).
- Gabriela Pastor - Argentina Varela (Jovem).
- Muriel Rebori - Andrea Gómez Acuña (Jovem) .
- Juan Cruz Antuña - Leonardo Sosa de Chico.
- Elian Eñiguez - Segundo Sosa de Chico.
- Renzo Massa - Enzo Sosa de Chico.
- Oriana Rodríguez - Juana Gómez Acuña"  de Chica.
- Julieta Poggio - ': Alma Varela de Chica .
- Paula Kohan - : Lila
- Laura Cymer

## Audiência
O primeiro capítulo teve média de 21 pontos, alcançando a liderança. O último capítulo teve média de 34,4 pontos. Teve média geral de 27,4 pontos.

## Prêmios e indicações
| Ano  | Prêmio               | Categoria                 | Indicação                          | Resultado |
| ---- | -------------------- | ------------------------- | ---------------------------------- | --------- |
| 2009 | Prêmio Clarín        | Melhor ficção diária      | Valientes                          | Venceu    |
| 2009 | Prêmio Clarín        | Melhor atriz de drama     | Eleonora Wexler                    | Venceu    |
| 2009 | Prêmio Martín Fierro | Melhor telenovela         | Valientes                          | Venceu    |
| 2009 | Prêmio Martín Fierro | Melhor ator protagonista  | Arnaldo André                      | Venceu    |
| 2009 | Prêmio Martín Fierro | Melhor ator protagonista  | Gonzalo Heredia                    | Indicado  |
| 2009 | Prêmio Martín Fierro | Melhor ator protagonista  | Luciano Castro                     | Indicado  |
| 2009 | Prêmio Martín Fierro | Melhor atriz protagonista | Betiana Blum                       | Indicado  |
| 2009 | Prêmio Martín Fierro | Melhor atriz protagonista | Eleonora Wexler                    | Venceu    |
| 2009 | Prêmio Martín Fierro | Melhor atriz protagonista | Julieta Diaz                       | Indicado  |
| 2009 | Prêmio Martín Fierro | Melhor atriz coadjuvante  | Eugenia Tobal                      | Indicado  |
| 2009 | Prêmio Martín Fierro | Melhor atriz coadjuvante  | Graciela Tenenbaum                 | Indicado  |
| 2009 | Prêmio Martín Fierro | Melhor atriz coadjuvante  | Thelma Biral                       | Indicado  |
| 2009 | Prêmio Martín Fierro | Revelação                 | Alejandro Muller                   | Venceu    |
| 2009 | Prêmio Martín Fierro | Melhor autor/adaptador    | Lily Ann Martin y Marcos Carnevale | Indicado  |
| 2009 | Prêmio Martín Fierro | Melhor diretor            | Sebastián Pivotto y Martín Saban   | Indicado  |
| 2009 | Prêmio Martín Fierro | Melhor tema musical       | "Volver"                           | Venceu    |
| 2010 | Prêmio Martín Fierro | Melhor ator               | Gonzalo Heredia                    | Indicado  |
| 2010 | Prêmio Martín Fierro | Melhor atriz              | Eleonora Wexler                    | Indicado  |
| 2010 | Prêmio Martín Fierro | Melhor atriz              | Julieta Díaz                       | Indicado  |